# Blumenavia
Blumenavia ist eine Pilzgattung aus der Familie der Stinkmorchelverwandten (Phallaceae).

## Merkmale
Zunächst erscheinen die Arten der Gattung Blumenavia in Form eines blassbraunen bis dunkelgrauen Hexeneis. Bei Reife öffnet sich das Hexenei und es streckt sich das hellorangene bis weißliche Receptaculum heraus, welches aus drei bis fünf flachen Säulen zusammengesetzt ist. Diese Säulen sind frei an der Basis, wo sie in der Volva liegen, aber an der Spitze des Fruchtkörpers zu einem Bogen verschmolzen (ähnlich einer Säulenhalle). Die Innenflächen der Säulen werden von speziellen Sporenschleim-Strukturen, den sogenannten „Glebiferen“, überzogen. Diese werden wiederum von der übelriechenden Gleba bedeckt, welche, wie bei allen  Stinkmorchelartigen, die sporenfressenden Insekten anlockt.

## Verbreitung
Die Gattung Blumenavia umfasst drei Arten, die in Südamerika und Afrika beheimatet sind. Blumenavia rhacodes und Blumenavia tribiotalpaensis sind in Mexiko, auf den Karibischen Inseln und in Südamerika verbreitet. Blumenavia angolensis  konnte neben den bereits genannten Gebieten auch in Afrika gefunden werden. In Texas wurde die Art durch den Transport von exotischen Pflanzen eingeführt.

## Nachweise
1. ↑  Kirk PM, Cannon PF, Minter DW, Stalpers JA. (2008). Dictionary of the Fungi (10th ed.). Wallingford: CABI. p. 95. ISBN 978-0-85199-826-8.